# Ángel López Maraver
Ángel López Maraver (Madrid, 18 de julio de 1984) es un político y periodista español. Diputado por Vox en el Congreso de los Diputados en representación de la circunscripción de Guadalajara (desde 2019).

## Biografía
López Maraver nació en Madrid (1984).  Tras licenciarse en Comunicación Audiovisual (2003-2007) y en Periodismo (2003-2008) en la Universidad Europea de Madrid, realizó un máster en Periodismo del Diario El Mundo, y gestionó diferentes departamentos de comunicación. Fue presidente de la Real Federación Española de Caza (2017-2021).
En 2019 comnzó su carrera política, al ser fichado por Vox como asesor en el Congreso de los Diputados.
Ha sido diputado en la XIV legislatura del Congreso, donde fue portavoz de la Comisión de Transición Ecológica y Reto Demográfico (2020-2023); y portavoz adjunto de la Comisión de Agricultura, Pesca y Alimentación (febrero-septiembre de 2020); y de la Comisión Mixta para la Coordinación y Seguimiento de la Estrategia Española para alcanzar los Objetivos de Desarrollo Sostenible (ODS) (febrero-mayo de 2020).
Ángel López concurrió en el sexto puesto de la candidatura de Vox al Parlamento Europeo en las elecciones europeas de 2019.
Durante la campaña electoral de las elecciones generales de 2023, el 7 de abril de 2021 fue herido en un acto del partido Vox en el barrio madrileño de Vallecas, junto con otras personas. López Maraver fue atendido en el Hospital Universitario La Paz tras recibir una pedrada en la mano. En el incidente hubo treinta personas heridas y dos detenidos.Tras las elecciones, revalidó su cargo de diputado por Guadalajara con cerca de 27.000 votos.
En el Congreso de los Diputados es, —en la XV legislatura— portavoz de la Comisión sobre Seguridad Vial (desde diciembre de 2023).